# Hunab Ku
Hunab Ku var hos mayafolket i Mexiko den övergripande gudomen, gränslös och allestädes närvarande. Man kan hitta Hunab Ku nämnd bland annat i Chilam Balamböckerna, en samling om 9 böcken från 1700-talet som handlar om mayaindianerna på Yucatánhalvön i Mexikos religion och historia.